# Wide Streets Commission
La Wide Streets Commission fue establecida por la Corporación de Dublín en 1757 como un cuerpo que gobernara los estándares en el trazado de calles, puentes, edificios y otras consideraciones arquitectónicas.
En las décadas siguientes, la comisión reformó la vieja ciudad medieval de Dublín, y creó una red de carreteras principales mediante la demolición a gran escala o la ampliación de viejas calles o la construcción de nuevas calles.
Uno de los primeros proyectos era ampliar el Puente Essex (hoy Puente Grattan), en 1755 para lidiar con la congestión de tráfico causada por tráfico humano, tirado por caballos y bovino cruzando el Río Liffey desde calle Capel. La construcción de Parliament Street y el Royal Exchange, hoy Dublin City Hall para crear una vista desde el otro lado del Río Liffey a Capel Street siguió prontamente.
Otras iniciativas mayores incluían el esfuerzo de unir y ampliar diversas calles angostas en una sola calle nueva en el Norte de Dublín, creando Sackville Street (ahora llamada O'Connell Street).
Dame Street, College Green, Christchurch y George's Street son también el resultado del proyecto de ampliación de las congestionadas calles del Dubín Jorgiano.